# UEFA Euro 2004 (відеогра)
UEFA Euro 2004 — спортивна відеогра із серії ігор UEFA Euro про Чемпіонати Європи з футболу. Гру розроблено у студії «EA Canada» та видано «Electronic Arts» під брендом EA Sports; офіційно вийшла 6 травня 2004.